# Nieve de Medina
Nieve de Medina (Madrid, 1962) és una actriu espanyola. Va debutar al cinema el 1993 de la mà de Carlos Saura. Va rebre diversos premis i nominacions pel seu paper destacat com a actriu secundària a Los lunes al sol (2003). Després va treballar a diverses sèries de televisió, com Hospital Central. Després ha continuat la seva carrera al cinema però principalment a la televisió, encara que també ha fet algunes incursions al teatre. El 2017 va dirigir el documental Por si te vas, te quedas, que fou exhibit a la V Mostra de Cinema Social i Drets Humans d'Astúries.

## Filmografia

### Cinema

#### Llargmetratges
- ¡Dispara! (1993), de Carlos Saura.
- Spanish Fly (1998), de Daphna Kastner.
- Marta y alrededores (1999), de Nacho Pérez de la Paz i Jesús Ruiz.
- El Bola (2000), d'Achero Mañas.
- Nos miran (2002), de Norberto López Amado.
- Los lunes al sol (2002), de Fernando León de Aranoa.
- Avant l'oubli (2005), d'Augustín Burger.
- Películas para no dormir: La culpa (2006), de Narciso Ibáñez Serrador.
- Un franco, 14 pesetas (2006), de Carlos Iglesias.
- 2 francos, 40 pesetas (2014), de Carlos Iglesias.

#### Curtmetratges
- Maika (1995), de Igor Fioravanti.
- Alas de ángel (2001), de Ricardo del Castillo.
- Cuando nadie nos mira (2003), de Pau Atienza.
- Recursos humanos (2004), de José Javier Rodríguez Melcón.
- Hijo (2007), de Nicolás Melini.
- Cafè pendent (2007), de Jep Sánchez i Quim Paredes.
- El cuento de la vida, (2014), de Carmen Panadero Manjavacas.[4]

### Televisió
- Robles, investigador (2000)
- Raquel busca su sitio (2000)
- El comisario (2001) Berta
- Hospital Central (2003), Dra. Laura Guillen
- Una nueva vida (2003), Laura.
- Quart (2007), La turca
- La Señora (2008), Rosario
- Cazadores de hombres (2008), Rosa.
- Ángel o demonio (2011), Olivia
- Hospital Central (2012), Nuria
- Cuéntame (2016), Aurora
- Bajo sospecha (2016), la mare de Víctor (3 episodis).
- El ministerio del tiempo (2016), Marisa (3 episodis)
- Brigada Costa del Sol (2019), Gloria.

### Teatre
- Yonquis y yanquis (1996), de José Luis Alonso de Santos.
- La punta del iceberg (2014), d'Antonio Tabares.
- Las bicicletas son para el verano (2017), de César Oliva.

## Premis
Medalles del Cercle d'Escriptors Cinematogràfics
| Any  | Categoria                | Pel·lícula       | Resultat   |
| ---- | ------------------------ | ---------------- | ---------- |
| 2002 | Millor actriu secundària | Los lunes al sol | Guanyadora |

Premis de la Unión de Actores
| Any  | Categoria                | Pel·lícula       | Resultat   |
| ---- | ------------------------ | ---------------- | ---------- |
| 2002 | Millor actriu secundària | Los lunes al sol | Guanyadora |
| 2002 | Millor actriu revelació  | Los lunes al sol | Guanyadora |

Premis Goya
| Any  | Categoria               | Pel·lícula       | Resultat |
| ---- | ----------------------- | ---------------- | -------- |
| 2002 | Millor actriu revelació | Los lunes al sol | Nominada |

- Premi ACE a la millor actriz secundaària por Los lunes al sol (2002), de Fernando León de Aranoa.

- Nominada al premi de l'Acadèmia de Cinema Europeu a la millor actriu per Los lunes al sol (2002), de Fernando León de Aranoa.

- Premi del Festival de Cinema de Màlaga a la millor actriu en un curtmetratge per Recursos humanos (2004), de José Javier Rodríguez Melcon.